# Bill Wheatley
Bill Wheatley   (Gypsum, 5 de juliol de 1909 - El Cerrito, 5 de febrer de 1992) fou un jugador de bàsquet estatunidenc que va competir durant les dècades de 1920 i 1930.
El 1936 va prendre part en els Jocs Olímpics de Berlín, on guanyà la medalla d'or en la competició de bàsquet. Posteriorment exercí d'entrenador de bàsquet en diferents equips.